# Horst Naumann (Linguist)
Horst Naumann (* 20. November 1925 in Grimma; † 28. November 2015 ebenda) war ein deutscher Linguist, Sprachhistoriker und Namenforscher. In Anerkennung seines Schaffens erhielt Naumann die Ehrenbürgerwürde der Stadt Grimma.

## Leben
Horst Naumann wurde 1925 in Grimma geboren. Er besuchte das Gymnasium St. Augustin. Sein bester Freund während seiner Kindheit und Jugend war der junge Karl-Heinz Rosch, dem 2005 als einzigem deutschen Soldaten ein Denkmal von Zivilisten aus einem ehemaligen Besatzungsgebiet errichtet wurde.
Er überlebte den Krieg mit anschließender französischer Gefangenschaft (1943–1948) und legte 1949 in Grimma das Abitur ab. Er studierte an der Universität Leipzig Germanistik und war von 1953 bis 1957 Lehrer an der Oberschule Grimma. 
Von 1956 bis 1962 war Naumann Assistent an der Universität Leipzig, ab 1962 an der Pädagogischen Hochschule Zwickau, an der er bis zu seiner Emeritierung lehrte. 1958 wurde er in Leipzig zum Dr. phil. promoviert (Thema: „Die Orts- und Flurnamen der Kreise Grimma und Wurzen“) und 1968 ebenda zum Dr. phil. habil. habilitiert (Thema: „Die bäuerliche deutsche Mikrotoponymie der meißnischen Sprachlandschaft. Ein sprachwissenschaftlicher Beitrag zur Mikrotoponymik aus dem Ostmitteldeutschen auf Grund der Mikrotoponymie der Kreise Döbeln, Großenhain, Meißen, Oschatz u. Riesa“). In Leipzig wurde er 1974 zum Professor berufen.
Der Germanist erforschte seit 1958 die Orts- und Flurnamen des Muldentals, später auch großer Teile Sachsens; er beschäftigte sich ausführlich mit Grimmas Straßen- und Familiennamen. Sein kleines Vornamenbuch und sein Buch der Familiennamen machten Horst Naumann überregional bekannt. 
Naumann war nach seiner Emeritierung ab 1991 am Gymnasium St. Augustin in Grimma als Vertragslehrer tätig und hat Latein unterrichtet.
1992 wurde Naumann als erster Vertreter der neuen Bundesländer in den Vorstand der Gesellschaft für deutsche Sprache gewählt. Seit 2002 war er deren Ehrenmitglied. 2010 ernannte ihn die Stadt Grimma zum Ehrenbürger. 
Naumann beherrschte mehrere Sprachen. Bis ins hohe Alter beantwortete er Anfragen aus aller Welt zu Ursprüngen von Namen.

## Wissenschaftliche Tätigkeit
Er lehrte an der Pädagogischen Hochschule „Ernst Schneller“ in Zwickau und unterrichtete künftige Deutschlehrer. 
Horst Naumann war von 1964 bis 1989 der Leiter des Lehrstuhles für Sprachwissenschaft/Deutsch der Universität Leipzig. 
Von 1992 bis 2002 war Naumann Mitglied des Gesamtvorstandes der Gesellschaft für deutsche Sprache, anschließend Ehrenmitglied.

## Publikationen (Auswahl)
- Familiennamenforschung. Grundlagen – Probleme – Anwendungen. Hamburg 2015, ISBN 978-3-935536-90-5
- Mein Grimma lob’ ich mir – Von Grimma und dem Muldenland. Grimma 2012,[10] ohne ISBN. Ergänzt um Band 2, Wurzen 2013, ISBN 978-3-00-045946-7[11]
- Das große Buch der Familiennamen – Alter, Herkunft, Bedeutung. Augsburg 2009, ISBN 978-3-86800-190-7
- Schulen am Schwanenteich – die wechselvolle Geschichte eines Hauses. Herausgegeben im Auftrag des Fördervereins des Johann-Gottfried-Seume-Gymnasiums Grimma von Horst Naumann. Beucha 2006, ISBN 3-934544-89-4
- Deutsche Familiennamen. Neustadt/Aisch 1993, ISBN 3-7686-1045-4
- Vornamenbuch. Leipzig 1988, ISBN 3-323-00175-3
- Das kleine Vornamenbuch. Leipzig 1986, ISBN 3-323-00037-4
- Die Personennamen der Stadt Grimma, Sachsen. Berlin 2003, ISBN 3-05-003862-4
- Die Straßennamen der Stadt Grimma – ein Lexikon zur Stadtgeschichte mit Stadtplänen von 1850 und 1925. Beucha 1997, ISBN 3-930076-48-9
- Die Orts- und Flurnamen der Kreise Grimma und Wurzen. 489 Seiten, 16 herausnehmbare Karten, Literaturverzeichnis (S. 414–424), Berlin 1962[12]

## Ehrungen
- Am 29. November 2010 ehrte Grimma Horst Naumann mit der Ehrenbürgerschaft der Stadt Grimma.[13]
- Ein Schulgebäude von Grimmas Gymnasium St. Augustin trägt den Namen Horst-Naumann-Haus.

## Privat
Horst Naumann war verheiratet mit Margarete Naumann. Das Ehepaar hat fünf Enkel und fünf Urenkel.
Am  28. November 2015 verstarb Naumann im Alter von 90 Jahren.